# Metatronic
Metatronic è un album raccolta di John Foxx, pubblicato nel 2010. L'album raccoglie alcuni brani dalla carriera solista di Foxx. 
La raccolta è composta di due CD e un DVD. Il primo CD include 17 brani del repertorio della musica elettronica di Foxx (fra cui una versione inedita di Underpass), mentre il secondo CD contiene nove brani registrati dal vivo a Sydney nel 2008, seguito da una versione demo di Burning Car e tre remix. 
Il DVD include alcuni videoclip promozionali restaurati e pubblicati in DVD per la prima volta, insieme a due video live inediti.

## Tracce

### CD1
1. Underpass (extended version)
2. This City
3. No One Driving
4. Burning Car
5. The Noise
6. Everyone
7. When It Rains
8. Automobile
9. Broken Furniture (Single Version)
10. Drive (Single Version)
11. Once In A While
12. From Trash
13. Never Let Me Go
14. Smokescreen
15. Cinemascope
16. Phone Tap
17. Smoke

### CD2
1. Crash & Burn (Live)
2. Uptown/Downtown (Live)
3. The Man Who Dies Every Day (Live)
4. Hiroshima Mon Amour (Live)
5. Underpass (Live)
6. From Trash (Live)
7. Shadow Man (Live)
8. My Sex (Live)BONUS TRACKS
9. Burning Car (Early Version)
10. Underpass (Mark Reeder Sinister Subway Mix)
11. Dislocated (Jussi Pekka's Pointed On A Map Remix)
12. 20th Century (Dubterror vs Karborn mix)

### DVD
1. Underpass - Video (B&W Version)
2. He's A Liquid - Video
3. No-One Driving - Video
4. Smokescreen - Video
5. Underpass - Video (Mark Reeder's Sinister Subway Mix)
6. The Noise - Video (VH1 session)
7. Shifting City Video (Live in 1998)